# ASC Dahra
Association sportive et culturelle Dahra de Djolof, in der Regel mit ASC Dahra abgekürzt, ist ein senegalesischer Fußballverein.

## Geschichte
Der Verein aus Dahra trägt seine Heimspiele im 3000 Plätze fassenden Stade Bassirou Ndiaye aus. 2010 gewann der Verein aus der Region Louga, die Ligue 2 und stieg in die Ligue 1 auf. Zu den bekanntesten Spielern gehört der aktuelle Nationalspieler von Guinea, Ibrahima Sory Soumah, der seit 2011 beim aktuellen Meister US Ouakam unter Vertrag steht.

### Bekannte Spieler
(Quelle: )
- Fidel Gomis (ehemaliger senegalesischer Junioren-Nationalspieler)
- Mamadou Ndické Kané (ehemaliger senegalesischer Junioren-Nationalspieler)
- Mohamed Lamine Sarr (ehemaliger senegalesischer Junioren-Nationalspieler)
- Ibrahima Sory Soumah (Nationalspieler von Guinea)